# Olle Thalén
Olle Thalén, född 7 april 1913 i Trollhättan, död 3 februari 1976 i Hedvig Eleonora församling i Stockholm, var en svensk sångare och musiker. Bror till trumpetaren Bengt Thalén (1919- ) och saxofonisten Jan Thalén (1924-1982) samt från 1938 gift med skådespelaren Kate Thalén. Olle Thalén spelade bland annat i Thore Ehrlings och Seymour Österwalls orkestrar och räknas som Sveriges förste sångare av crooner-typ.